# Inferno verde
Inferno verde (Green Hell) è un film del 1940 diretto da James Whale.

## Trama
Durante una spedizione per trovare un antico tesoro inca uno dei membri viene ucciso da un gruppo di indigeni ostili. Ben lungi dal voler desistere i superstiti decidono di tornare con altri uomini e si unisce anche la moglie del defunto. Fra gelosie e pericoli arriveranno fino al tesoro, dove troveranno, però, ancora molti indigeni armati di frecce avvelenate.